# Diecezja bombajska
Diecezja bombajska – diecezja Malankarskiego Kościoła Ortodoksyjnego z siedzibą w Navi Mumbai w Indiach.
Została erygowana w roku 1976 z siedzibą w Dadar. W 1988 rezydencję biskupią przeniesiono do Navi Mumbai. Do diecezji należy ponad 70 kościołów.

## Biskupi
- Thomas Mar Makarios (od 1976 do 1979)
- Philipose Mar Theophilus (od 1979 do 1991)
- Geevarghese Mar Coorilose (od 1991)